# Миас
Миа́с (на руски: Миасс) е град от областно значение в Русия, Челябинска област, административен център на Миаски градски окръг.
Градът е разположен по бреговете на река Миас, в подножието на Илменските планини в Южен Урал, на 96 km от областния център Челябинск. Населението на града е от 150 824 души (1 януари 2014).
Основан е през 1773 г., когато предприемачът И. Лугинин започва да строи медодобивен завод, който просъществува до средата на ХІХ век. Нов тласък на икономическото развитие на града дава разработването на находища на злато в района. През 1891 г. от Миас започва строителството на Транссибирската магистрала до Владивосток – най-дългата и до днес железопътна линия в света.
Днес в Миас работят:
- Уралски автомобилен завод (УралАЗ), от 1941 г. – производство на товарни автомобили и автобуси с марка „Урал“
- Държавен ракетен център „Акад. В. П. Макеев“, от 1947 г. – разработка на ракетно-космическа техника
- Научно-производствено обединение по електромеханика, от 1958 г. – производство на датчици, системи за контрол, навигационни системи
- Миаски машиностроителен завод, от 1959 г. – производство на компоненти за ракетни системи и нефтохимическо оборудване
- Институт по минералогия на Уралското отделение на РАН
- 3 филиала на университети от Челябинск